# Baby Boy
«Baby Boy» es una canción de la cantante estadounidense Beyoncé, con la colaboración del cantante jamaicano Sean Paul. Beyoncé, Paul, Scott Storch, Robert Waller y Jay-Z la compusieron y fue incluida en su álbum debut Dangerously in Love (2003). Considerada como una secuela de la colaboración anterior entre Beyoncé y Jay-Z, «'03 Bonnie & Clyde» (2002), pertenece a los géneros R&B y dancehall, con influencias de la música árabe, e incluye versos intercaladados del tema «No Fear», del grupo de hip hop O.G.C. La letra detalla las fantasías de una mujer. Columbia Records la publicó como el segundo sencillo del disco en las radios de los Estados Unidos el 3 de agosto de 2003. Recibió reseñas positivas de los críticos musicales, quienes calificaron favorablemente los estilos melódicos indios, medio orientales y dancehall en la canción, así como la colaboración de Beyoncé con Paul.
En cuanto a su recepción comercial, encabezó la lista Billboard Hot 100 por nueve semanas consecutivas, el mayor tiempo que un sencillo en solitario de Beyoncé ocupó esta posición hasta 2007, cuando «Irreplaceable» batió esta marca. Alcanzó también los diez primeros en las listas de doce países y obtuvo un disco de platino en Australia y en Estados Unidos. Jake Nava dirigió el videoclip, que muestra principalmente a la cantante bailando en diversos lugares. «Baby Boy» ha sido un número habitual en los conciertos de Beyoncé, interpretado en las giras Dangerously in Love Tour, Destiny Fulfilled ... And Lovin' It, The Beyoncé Experience, I Am... Tour, The Mrs. Carter Show World Tour y The Formation World Tour. La American Society of Composers, Authors and Publishers (ASCAP) la reconoció como una de las canciones más escuchadas del 2004. El mismo año, la cantante estadounidense Jennifer Armour presentó una demanda por infracción de derechos de autor, pues alegó que Beyoncé había utilizado el principal hook de su canción «Got a Little Bit of Love for You». Sin embargo, los tribunales desestimaron el caso.

## Antecedentes y lanzamiento

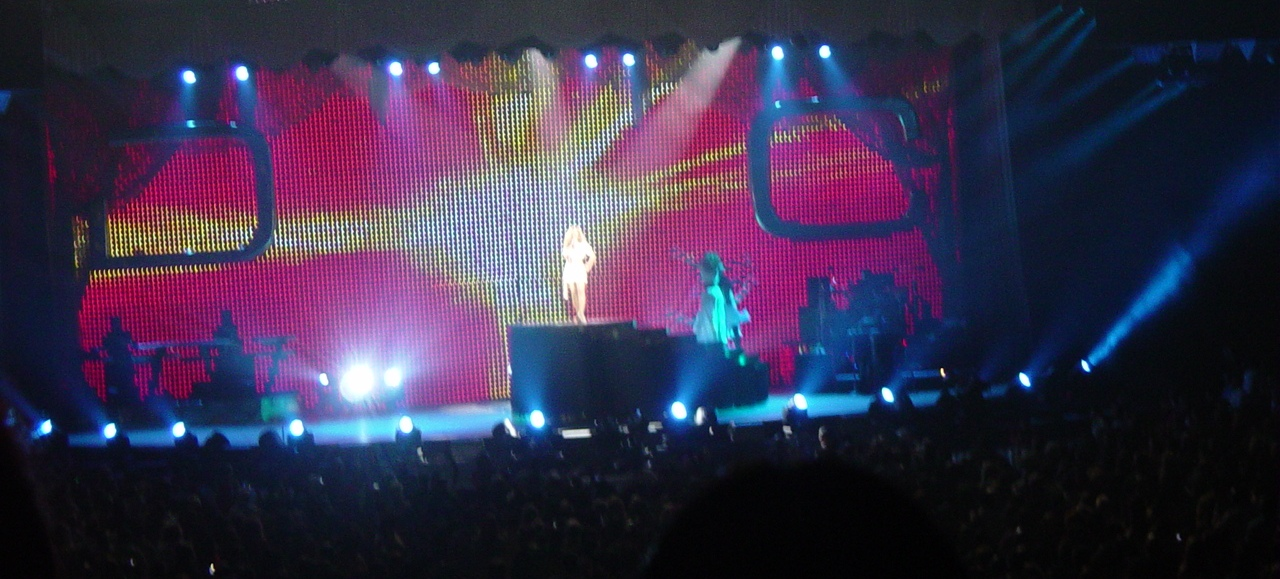
Beyoncé interpretando «Baby Boy» durante la gira de despedida Destiny Fulfilled ... And Lovin' It (2005)

En 2002, Beyoncé viajó a Miami, Florida, para trabajar con el productor estadounidense Scott Storch en su álbum debut como solista, Dangerously in Love (2003). Ambos compusieron «Baby Boy» con la colaboración del compositor estadounidense Robert Waller y el entonces novio de la cantante, el artista de hip hop Jay-Z. La letra también contiene un verso de «No Fear», del grupo O.G.C., utilizado hacia el final de la canción: «We steppin' in hotter this year». Una vez que la composición se dio supuestamente por acabada, Beyoncé pensó que sería «ideal» que el artista jamaicano de reggae Sean Paul contribuyera a las voces y le propuso colaborar en el tema. Sean Paul aceptó y voló desde Jamaica para tomar parte en las sesiones de grabación, en las que contribuyó con una estrofa semicantada (toasting). La grabación finalizó en marzo de 2003, durante las últimas etapas de la confección del álbum.
Tras «Crazy in Love», la discográfica Columbia Records publicó «Baby Boy» como el segundo sencillo de Dangerously in Love. Su lanzamiento tuvo lugar el 7 de octubre de 2003 en Canadá en formato de maxisencillo, y en Estados Unidos y Alemania el 24 de junio y 13 de octubre, respectivamente, como sencillo en CD. Tras su publicación, entró en las listas radiales de los Estados Unidos contemporary hit radio y rhythmic contemporary radio el 3 de agosto de 2003. La canción fue también incluida en el segundo álbum de Paul, Dutty Rock (2003).

## Música y tema
«Baby Boy» es una canción interpretada a medio tiempo, de estilo R&B y dancehall, con influencias de la música árabe. Está compuesta en un compás de 4/4, en la tonalidad de do menor, y establece un ritmo o groove moderado de 92 pulsaciones por minuto. La experiencia de Storch en la música india y de Oriente Medio contribuye a sus influencias orientales. Al respecto, Neil Drumming de Entertainment Weekly notó que «“Baby Boy” entra de lleno en la onda de Bollywood, con Sean Paul rasgando una tabla pulsante de raga». La voz de Beyoncé está acompañada por varias percusiones chasqueantes y similares al tañido de castañuelas y palmadas sintetizadas. De acuerdo con Roger Friedman de Fox News Channel, «Baby Boy» está basada en la canción de reggae «Here Comes the Hotstepper» (1995), interpretada por el cantante jamaicano Ini Kamoze. Gil Kaufman señaló que se la considera como una especie de secuela de la canción «'03 Bonnie & Clyde» (2002), interpretada por el rapero Jay-Z junto a la cantante.
La letra de «Baby Boy» detalla las fantasías de una mujer y, en consonancia con el tema general del álbum, Beyoncé declara que están basada en su propia persona. Paul remarcó sobre la temática de la canción: «Me está contando sus fantasías e imaginándose a ella y a mí yendo de aquí para allá, por todo el mundo... Y yo le respondo algo así como “estoy contigo”». La letra está compuesta en la forma de toast-estribillo-verso; Paul recita el toast —un texto semicantado de forma monótona—, mientras que Beyoncé canta los estribillos y los versos. Este patrón se repite dos veces; le sigue un estribillo y un verso más, para finalizar con el toasting y el verso final.

## Recepción crítica

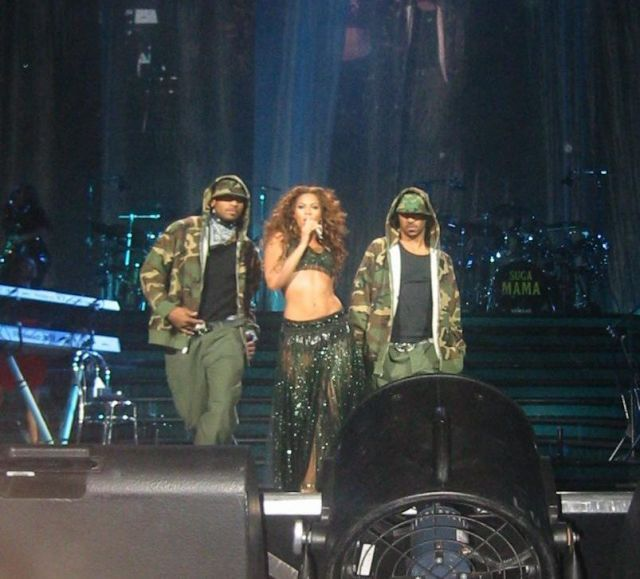
Beyoncé interpretando «Baby Boy» en la gira The Beyoncé Experience flanqueada por dos bailarines

«Baby Boy» recibió reseñas generalmente positivas de los críticos musicales. En este sentido, el periodista Anthony DeCurtis, de la revista Rolling Stone, escribió que Beyoncé sonaba como si estuviera «divirtiéndose» en la canción, mientras que Stephen Thomas Erlewine, de la guía de música online Allmusic, describió la voz de la cantante como «segura y sexy». Mark Anthony Neal, de la webzine internacional PopMatters, consideró a «Baby Boy» una de las «colaboraciones de alto perfil» de Dangerously in Love. Asimismo, Marisol García C. del portal Emol la definió, junto con «Naughty Girl», como «lo mejor del disco». Lisa Verrico, del diario británico The Times, la describió como «una colaboración con un toque latino [...] Paul hace un rap de estilo reggae en la mitad, pero sus voces se entrelazan realmente bien cuando Beyoncé medio rapea mientras él habla». Yancey Strickler, de la revista Flak, escribió que «el ritmo indio se enriquece con el monótono rap jamaicano de Sean Paul». James Anthony, del diario británico The Guardian, comentó que la pista «supera la brecha entre los géneros de R&B y dancehall». La escritora Natalie Nichols de Los Angeles Times comentó que «“Baby Boy”, aderezada con un aire house, logra combinar la voz susurrante de Beyoncé con una producción interesante y muy de moda».

### Reconocimientos
La American Society of Composers, Authors and Publishers (ASCAP) distinguió a la compañía disquera EMI como sello del año en la edición de 2005 de los Pop Music Awards por la publicación de «Baby Boy», entre otras canciones. Durante la misma gala, Scott Storch, uno de los escritores del tema, obtuvo el galardón de compositor del año. La canción ganó también los premios BMI Urban y BMI Pop Music en la categoría de canción más interpretada, junto a otros temas, en la entrega de 2004 y 2005, respectivamente.
Además, ha sido reconocida por varios periodistas y medios de comunicación como una de las mejores canciones de Beyoncé: en este sentido, Bill Lamb de About.com la incluyó en el puesto número nueve en su lista de las diez mejores canciones de la cantante, y en el cuarenta y dos de las cien mejores del 2003. Por otra parte, el sitio web Poprosa lo ubicó en la séptima posición de los diez mejores temas en solitario de la cantante, mientras que Erika Ramírez y Jason Lipshutz, de la revista Billboard, la situaron en el puesto tres de una lista dedicada a la cantante llamada los «30 mayores éxitos de Beyoncé de Billboard». También figuró, junto con otros temas de la artista, en el listado de las diez mejores canciones de entrenamiento de Beyoncé Knowles, hecha por Jocelyn Voo de la revista Fitness. Mark Blankenship, de NewNowNext, elaboró un conteo llamado «Canciones exitosas de Beyoncé: en orden de peor a mejor» en la que «Baby Boy» quedó en la posición doce, es decir, en «lo bueno». Al respecto, Blankenship comentó:

Dios, ¿recuerdan a Sean Paul? Es como si Pitbull se lo [haya] tragado entero. Pero siempre tendremos este éxito, que es el sencillo más «lento y sexy» que Beyoncé haya lanzado. Comparado con «Beautiful Liar» o «Check on It», canta con más matices vocales, como cuando ella da un giro en la línea «se siente como un verdadero paraíso para mí». La forma en que extiende la nota allí, prácticamente obligando al tambor a esperar hasta que haya terminado, te dice mucho sobre lo sexy que se siente. Además, el rap reggae de Sean Paul toca perfectamente contra la percusión. Los puntos extra van a la línea sobre la pista de baile, convirtiéndose en el mar, que no tiene sentido pero aún suena erótico.

## Recepción comercial

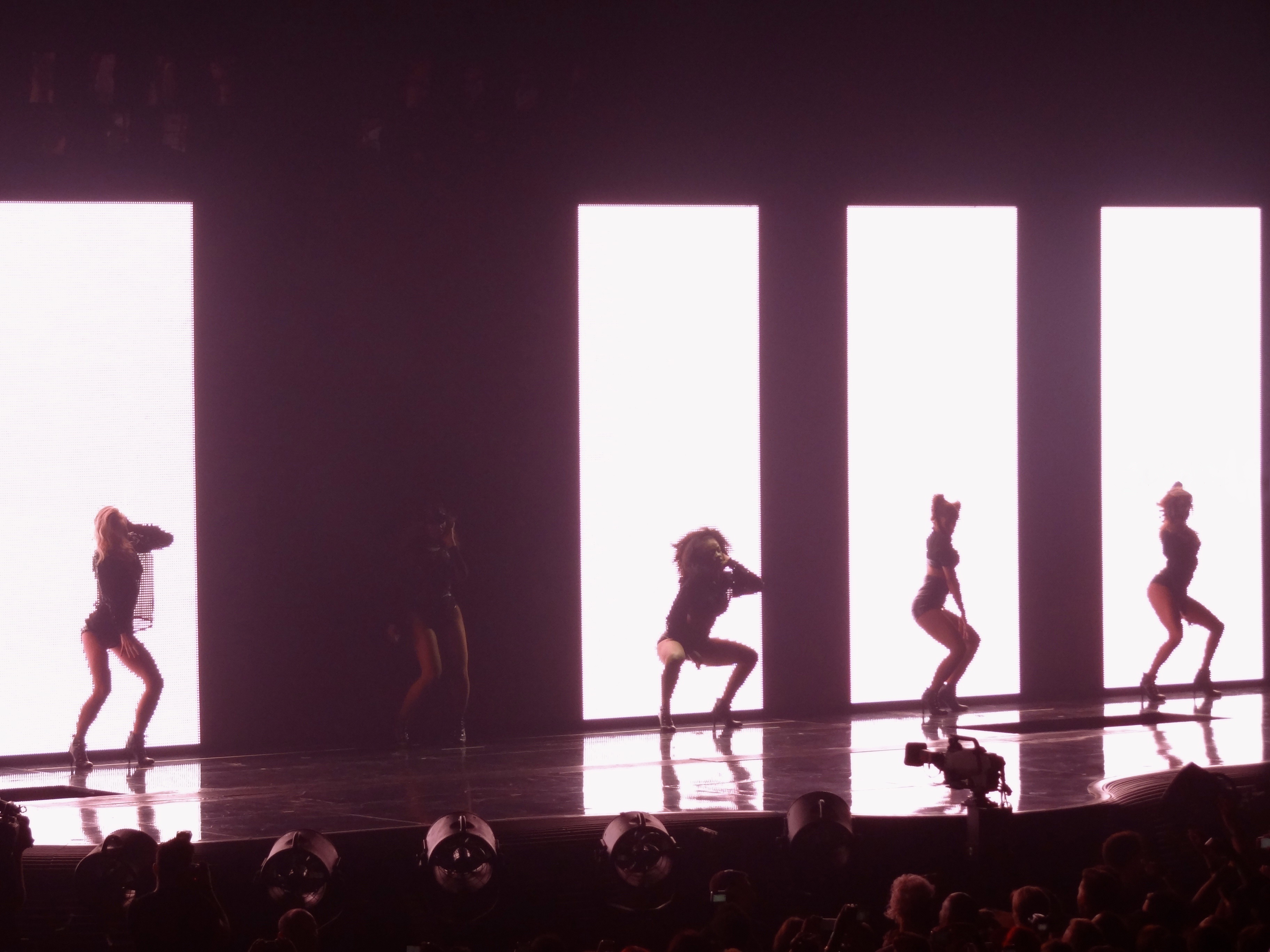
Beyoncé interpretando «Baby Boy» durante la gira The Mrs. Carter Show World Tour (2013-2014)

«Baby Boy» entró en las listas comerciales antes de su publicación en formato CD en los Estados Unidos. La canción debutó en el Billboard Hot 100 en el puesto número cincuenta y siete, cuando el primer sencillo extraído de Dangerously in Love, «Crazy in Love», aún se encontraba en el primer lugar. Alcanzó altas cuotas de emisión en los Estados Unidos y finalmente llegó a la cima de la lista Hot 100 ocho semanas después de su debut, posición en la que permaneció durante nueve semanas consecutivas, superando en una semana a «Crazy in Love». Se convirtió así en el sencillo número uno por más tiempo de Beyoncé, hasta que «Irreplaceable», de su segundo álbum B'Day (2006), pasó diez semanas en el primer lugar desde finales de 2006 hasta principios de 2007 debido a la fuerte demanda en las radios. «Baby Boy» permaneció en la lista estadounidense durante veintinueve semanas y recibió la certificación de disco de platino el 6 de junio de 2006 por la Recording Industry Association of America (RIAA) tras comercializar un millón de unidades. También logró un notable éxito en las demás listas de Billboard al alcanzar la cima de las listas Hot R&B/Hip-Hop Songs, Pop Songs, Radio Songs y Rhythmic Top 40, así como la segunda posición en el Dance/Club Play Songs y el Canadian Singles Chart. A día de 6 de octubre de 2010, «Baby Boy» ha vendido 6 000 copias en los Estados Unidos. Gracias al éxito del sencillo, el álbum Dangerously in Love ascendió en la lista Billboard 200 y logró la certificación multiplatino en los Estados Unidos.
En Europa, «Baby Boy» también gozó de una buena recepción comercial, y alcanzó los diez primeros lugares en la mayoría de las listas. En Dinamarca debutó en la posición catorce el 24 de octubre de 2003, y una semana después alcanzó la máxima posición en el número seis. En España ingresó en el puesto doce de la lista oficial y el 9 de noviembre, tras tres ediciones, alcanzó la octava posición, mientras que en la lista oficial de Irlanda entró el 9 de octubre y alcanzó el puesto número seis. Permaneció en la lista por nueve semanas. En Bélgica, ocupó las casillas siete y once de las regiones de Flandes y Valonia, respectivamente, mientras que en Alemania llegó al puesto cuatro. En Hungría, llegó a la tercera posición de las listas Dance Top 40 lista y Single (track) Top 10 lista, y tanto en Suecia como en Suiza alcanzó la quinta. En Francia ocupó los puestos ocho y uno de las listas Classements singles fusionnés y Le classement Radio, respectivamente. El 18 de octubre, ingresó en el número dos del Reino Unido, lo cual supuso el debut más alto de la lista y el mejor estreno internacional de la canción. Aunque estuvo once semanas en la lista, no pudo alcanzar el número uno al ser superada por el sencillo «Where Is the Love?» de The Black Eyed Peas. Ocupó también los veinte primeros lugares en los mercados de Austria, Italia, Noruega y los Países Bajos. Finalmente, alcanzó la cuarta posición de la lista European Hot 100 Singles.
Por otro lado, en Australia debutó el 19 de octubre en el puesto número cuatro. Después de cuatro semanas en los cinco primeros puestos, alcanzó la máxima posición en el número tres, el 23 de noviembre del mismo año, en la cual permaneció durante dos semanas, mientras que en los diez primeros lugares se mantuvo durante catorce. La Australian Recording Industry Association (ARIA) certificó el sencillo con un disco de oro, por la venta de más de 70 000 unidades. Finalmente, en Nueva Zelanda entró en el número treinta y seis, y tras cuatro semanas, llegó a la segunda posición.

## Vídeo musical
Jake Nava, que fue el director del vídeo musical de «Crazy in Love», también dirigió «Baby Boy». La filmación se realizó en Miami, Florida entre el 6 y el 7 de agosto de 2003. Varias partes del vídeo fueron grabadas en una misma casa con habitaciones de estilos diferentes: una de ambiente japonés y otra con un carácter inglés tradicional. Las escenas de Beyoncé y Paul se muestran por separado. Al comienzo Paul está sentado en un trono durante su toasting, mientras Beyoncé se apoya contra una pared y baila. En la escena siguiente, la cantante da vueltas sobre una cama y Paul está con varias mujeres tendidas en el suelo y acariciándose. Luego, ella camina hacia la playa; descubre a un hombre y los dos se tocan y coquetean. En una fiesta, Beyoncé baila con otro hombre. El agua inunda el piso mientras canta «the dance floor becomes the sea» —lo cual puede traducirse al español como: «la pista de baile se convierte en el mar»—. El tema original da paso hacia el final a una secuencia instrumental árabe, compuesta para el vídeo musical. Esta sección muestra a Beyoncé bailando vigorosamente sobre la arena.
«Baby Boy» se estrenó en el programa de MTV Total Request Live el 25 de agosto en el número diez y, posteriormente, alcanzó el primer lugar. Permaneció en el programa durante cuarenta y un días, el mismo tiempo que «Me, Myself and I». Sal Cinquemani, de la publicación en línea Slant Magazine, describió el videoclip como «una secuela del vídeo de “Crazy in Love” pasada por aceite de bebé». John Boone y Jennifer Cady de E! Online incluyeron a «Baby Boy» en su lista de los diez mejores vídeos de Beyoncé, donde alcanzó el puesto número nueve. Al respecto, escribieron: «¡Claro que sí! Incluido una desglose danza del vientre extendida. ¡Propiedad frente al mar! ¡Pieles de animales! ¡Diamantes de alta costura!». Por su parte, Cynthia Fuchs de PopMatters lo colocó en su lista de los doce mejores vídeos de 2003. Allí, sostuvo que «Beyoncé nunca ha conocido un traje, un peinado, un movimiento de baile o un primer plano que no le gustara. “Baby Boy” garantiza atención solo para el baile raro de los dedos de murciélago que hace en la playa, justo antes de que ella se voltea al revés: ¿quién coreografió los vídeos de esta chica?».

## Interpretaciones en directo

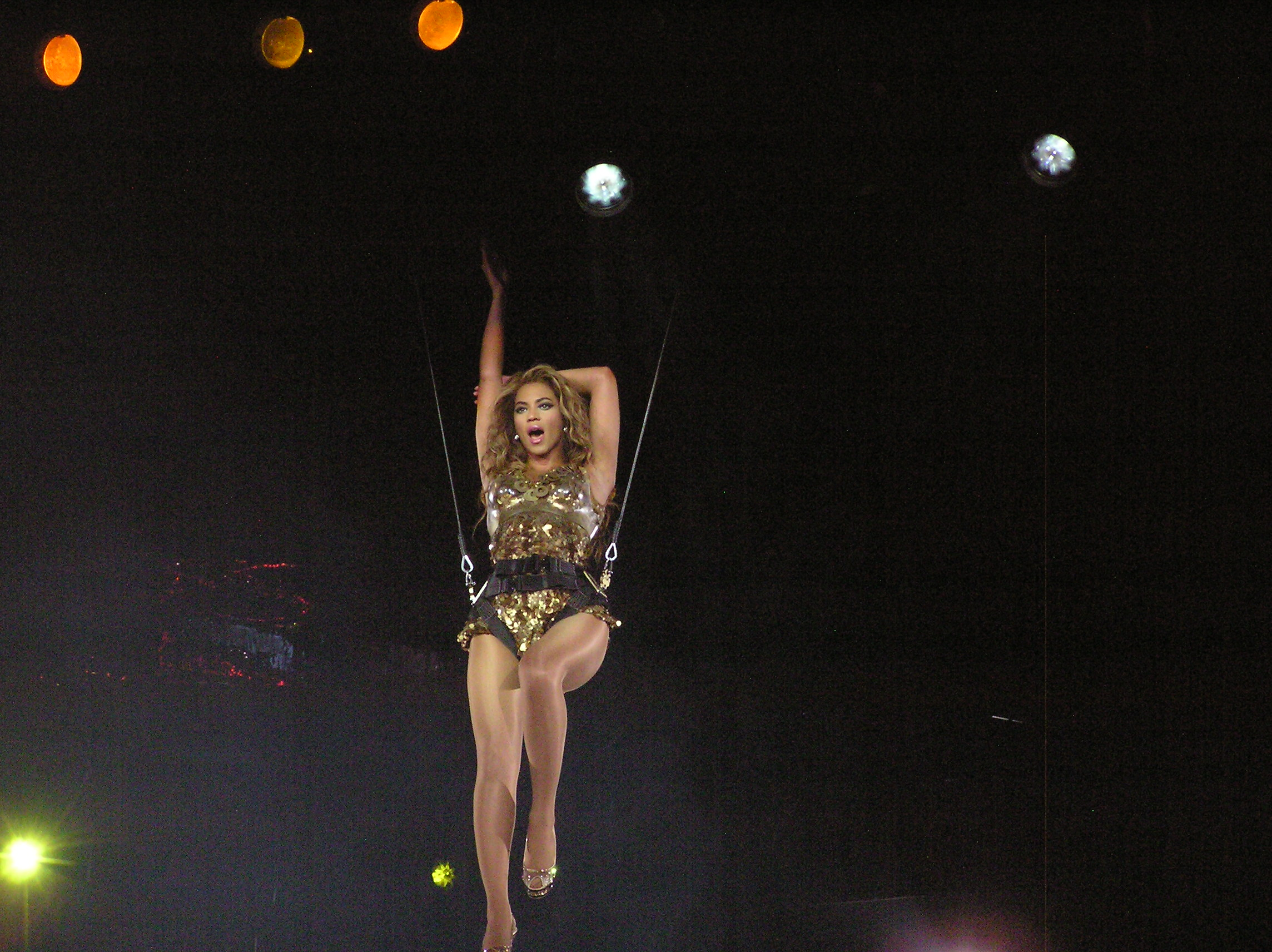
Beyoncé interpretando «Baby Boy» en Newcastle durante su gira I Am... Tour (2009-2010)

Beyoncé estrenó «Baby Boy» en directo en los MTV Video Music Awards de 2003, en cuya ceremonia incluyó la canción dentro de un popurrí con la voz pregrabada de Paul. Posteriormente, en los MTV Europe Music Awards de 2003, la cantó con la presencia de Paul en el escenario. Desde entonces, la canción ha formado parte del repertorio de la mayoría de las giras de Beyoncé. Al respecto, sirvió como apertura en su gira Dangerously in Love Tour, iniciada a finales de 2003, en la que la cantante comenzaba su interpretación suspendida del techo y descendía gradualmente sobre un diván rojo —accesorio usado también durante la ceremonia de los premios MTV de 2003—. Las imágenes del número tomadas en el Wembley Arena de Londres figuraron en el DVD del concierto Beyoncé: Live at Wembley (2004). Beyoncé interpretó también «Baby Boy» con su antiguo grupo Destiny's Child en la gira de despedida, Destiny Fulfilled ... And Lovin' It, y fue incluida en el DVD del concierto Destiny's Child: Live in Atlanta (2006).
La canción formó parte del repertorio durante las giras The Beyoncé Experience y I Am... Tour. El 5 de agosto de 2007, Beyoncé cantó el tema en el Madison Square Garden de Manhattan; en esta actuación, la cantante, vestida con un traje de danza del vientre, descendió por la escalera sosteniendo un paraguas para ser recibida por tres bailarines en traje de faena. Además, se incorporó una pequeña sección del clásico de reggae «Murder She Wrote» a la canción. Jon Pareles de The New York Times elogió la actuación, y escribió que «Beyoncé no necesita añadir elementos que distraigan de su voz, que puede ser etérea o estridente, llorosa o cruel, disparar sílabas en un stacatto rápido o fluir durante melismas floreados. Pero estaba en constante movimiento, pavoneándose en diferentes trajes [...]». La cantante realizó una actuación similar en el Staples Center de Los Ángeles el 2 de septiembre de 2007, donde llevaba de nuevo un traje de danza del vientre y estuvo acompañada por varios bailarines masculinos y femeninos e instrumentación en directo. Durante la actuación, ejecutó el mismo baile que en el videoclip de la canción.

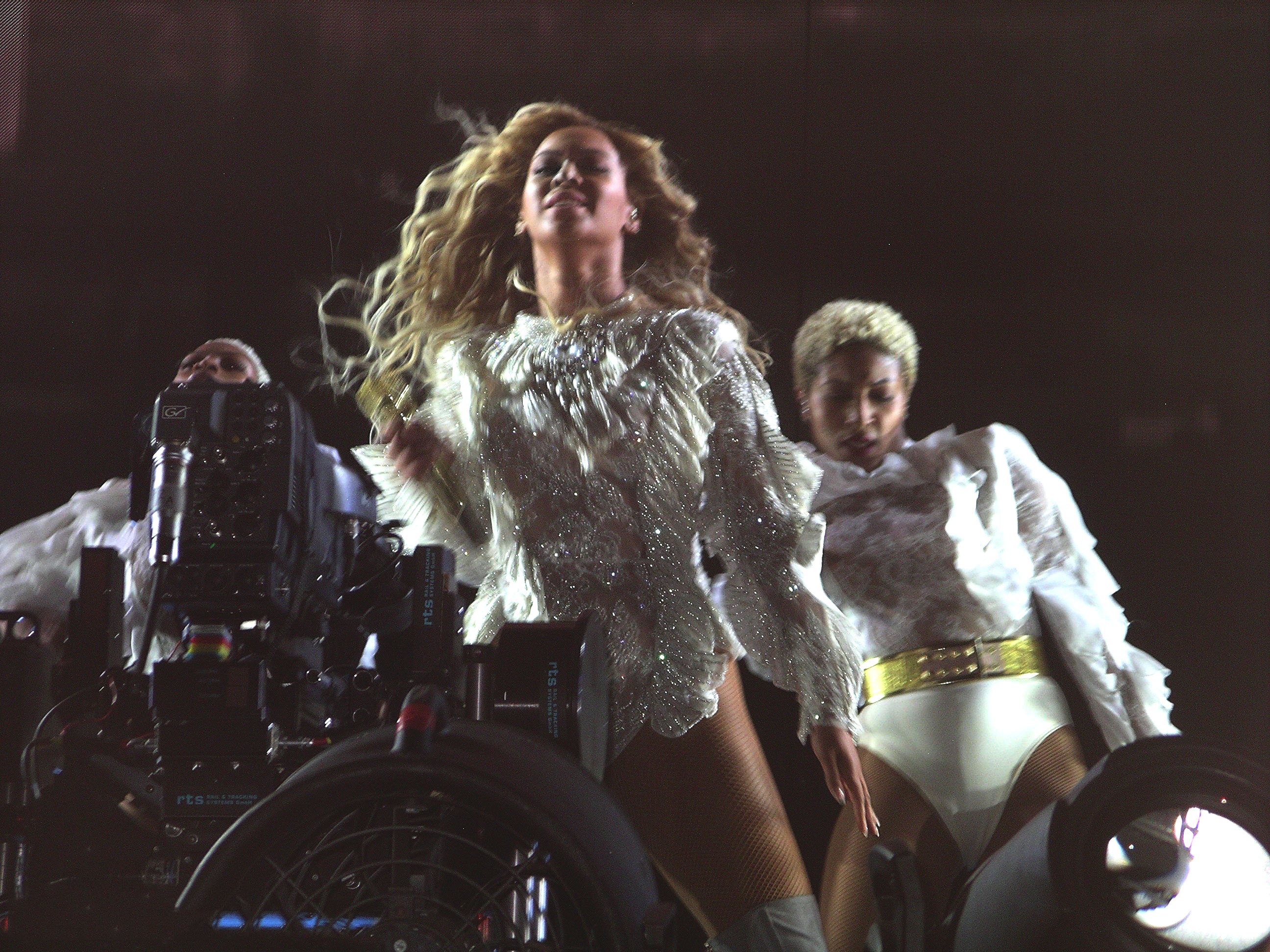
Beyoncé interpretando «Baby Boy» en Milán durante su gira The Formation World Tour (2016)

En el concierto de Sunrise (Florida), el 29 de junio de 2009, la artista llevaba una malla de oro resplandeciente. Empezó la actuación suspendida en el aire para descender al escenario B donde interpretó la canción con un extracto de la canción de Dawn Penn «Don't Love Me (No, No, No)». Por detrás de los bailarines y músicos se proyectaron gráficos animados de tocadiscos, amplificadores y otros equipos de sonido. El acompañamiento consistió de dos baterías, dos teclados, percusión, una sección de vientos, tres vocalistas llamadas The Mamas y la guitarra de Bibi McGill. Beyoncé la cantó también el 20 de junio de 2011 en un concierto en el Palais Nikaïa de Niza (Francia), ataviada con un vestido de flecos rosa, y en el Festival de Glastonbury el 26 de junio de 2011, donde invitó al cantante británico de trip-hop Tricky, a acompañarla en la canción. En mayo de 2012, Beyoncé la interpretó en su revista Revel Presents: Beyoncé Live que tuvo lugar en el complejo turístico Revel de Atlantic City (Nueva Jersey). Jim Farber, del Daily News, escribió sobre la actuación: «En la primera y última parte del espectáculo destacó la Beyoncé más dura, representada en las canciones atrevidas... [como] el tema con influencias de dancehall “Baby Boy”».
La cantante también interpretó la canción en la 47.ª edición del Super Bowl, celebrada el 3 de febrero de 2013 en Nueva Orleans, Luisiana, junto a los temas «End of Time», «Love on top», «Crazy in Love», «Single Ladies (Put a Ring on It)» y «Halo». Durante su actuación, las integrantes de Destiny's Child Kelly Rowland y Michelle Williams se unieron a Beyoncé para cantar «Bootylicious» e «Independent Women». La artista, que vistió una chaqueta negra de gran tamaño, bodysuit y botas altas hasta el muslo, actuó mientras las pantallas proyectaban clones de sí misma bailando la misma coreografía. Su presentación en el SuperBowl obtuvo elogios de los críticos: al respecto, Randall Roberts de Los Angeles Times comentó que la canción, como así también «Single Ladies (Put a Ring on It)» y «End of Time», «fusionaban perfectamente la una con la otra». Por su parte, David Rooney de The Hollywood Reporter sostuvo que para una selección de doce minutos, «Beyoncé eligió sabiamente. Algunos de sus éxitos parecen hechos a la medida para presentaciones en arenas de deportes», mientras que C. Martínez de La Verdad indicó que la cantante «desplegó todo su encanto».
«Baby Boy» formó también parte del repertorio de la gira The Mrs. Carter Show World Tour (2013). La actuación se llevó a cabo en un contexto holográfico, en el que la cantante y varias bailarinas realizaban movimientos sincronizados mientras en las pantallas se mostraban imágenes realistas intermitentes de más bailarines. Varias versiones en directo de la canción fueron incluidas en sus álbumes en directo The Beyoncé Experience Live (2007) y en la edición de lujo de I Am... World Tour (2010). En los Pop Music Awards de 2005 de la ASCAP, se distinguió a «Baby Boy», junto con otras dos canciones de Beyoncé —«Me, Myself and I» y «Naughty Girl»— como una de las canciones más interpretadas del 2004. En 2016 la canción fue añadida al espectáculo realizado por la cantante durante su gira mundial The Formation World Tour de ese año.

## Demanda de infracción de derechos de autor
En 2005, la cantautora estadounidense Jennifer Armour presentó una demanda por infracción de derechos de autor, en la cual alegó que Beyoncé había utilizado algunas letras y el hook de su canción «Got a Little Bit of Love for You». En 2003, el director de la anterior discográfica de Armour les había enviado una maqueta a varias otras compañías, entre ellas Columbia y Atlantic Records, los sellos de Beyoncé y Sean Paul respectivamente. De acuerdo con el juzgado del distrito, un perito experto —un catedrático del Departamento de Teoría Musical y Composición de la Escuela de Música de Shepherd, Universidad Rice— determinó que las canciones eran «sustancialmente similares», un requisito para considerarse una infracción. En relación con el hook, el perito indicó en su informe: «Cuando las dos canciones se presentan en la tonalidad de do menor (para compararlas más fácilmente) y se escuchan consecutivamente, siguiendo el esquema A-B-A-B, incluso el oyente menos ducho en la materia inmediatamente se da cuenta de que ambas canciones son sorprendentemente similares. ¡Me atrevería a decir que puede que hasta les parezca la misma canción! Además, cambiar la clave de la canción para esta finalidad no altera ninguna de sus cualidades o características fundamentales, sino que solo sirve de ayuda a aquellos no familiarizados con el aspecto técnico de la música para hacer la comparación». Sin embargo, la juez del distrito desestimó el caso, dictaminó que ella misma no podía oír las similitudes entre las dos canciones y denegó la moción para presentarlo ante un jurado.
En la apelación, la Corte de Apelaciones del Quinto Circuito de Estados Unidos confirmó el fallo del juzgado del distrito, pero desestimó la acusación de Armour con un razonamiento diferente. Sostuvo que no hubo una violación [de derechos de autor], basado en la afirmación de Beyoncé que la maqueta de Armour había llegado poco después de que la canción escrita por ella estuviera casi acabada. Sin embargo, la corte no trató el tema de la similitud sustancial.

## Lista de canciones y formatos
| Maxisencillo de 12" |                                               |          |  |
| N.º                 | Título                                        | Duración |  |
| 1.                  | «Baby Boy» (versión del álbum)                | 4:04     |  |
| 2.                  | «Baby Boy» (Junior Vasquez Club Anthem Remix) | 8:50     |  |
| 3.                  | «Baby Boy» (Maurice's Nu Soul Mix)            | 6:14     |  |
| 4.                  | «Baby Boy» (Maurice's Nu Dub Baby!)           | 6:30     |  |

| Sencillo en CD publicado en Alemania |                                 |          |  |
| N.º                                  | Título                          | Duración |  |
| 1.                                   | «Baby Boy» (versión del álbum)  | 4:04     |  |
| 2.                                   | «Baby Boy» (Junior's Padapella) | 3:58     |  |

| Maxi CD publicado en Europa |                                         |          |  |
| N.º                         | Título                                  | Duración |  |
| 1.                          | «Baby Boy» (versión del álbum)          | 4:04     |  |
| 2.                          | «Baby Boy» (Maurice's Nu Soul Mix)      | 6:14     |  |
| 3.                          | «Baby Boy» (Junior's Padapella)         | 3:58     |  |
| 4.                          | «Krazy In Luv» (Adam 12 So Crazy Remix) | 4:30     |  |

## Posicionamiento en listas
| País (Lista 2003-04)                    | Mejor posición |
| --------------------------------------- | -------------- |
| Alemania                                | 4              |
| Australia                               | 3              |
| Austria                                 | 18             |
| Bélgica Flandes                         | 11             |
| Bélgica Valonia                         | 7              |
| Canadá                                  | 2              |
| Dinamarca                               | 6              |
| España                                  | 8              |
| Estados Unidos (Billboard Hot 100)      | 1              |
| Estados Unidos (Dance/Club Play Songs)  | 2              |
| Estados Unidos (Hot R&B/Hip-Hop Songs)  | 1              |
| Estados Unidos (Pop Songs)              | 1              |
| Estados Unidos (Radio Songs)            | 1              |
| Estados Unidos (Rhythmic Top 40)        | 1              |
| Francia (Classements singles fusionnés) | 8              |
| Francia (Le classement Radio)           | 1              |
| Hungría (Dance Top 40 lista)            | 3              |
| Hungría (Single (track) Top 10 lista)   | 3              |
| Irlanda                                 | 6              |
| Italia                                  | 12             |
| Noruega                                 | 10             |
| Nueva Zelanda                           | 2              |
| Países Bajos                            | 11             |
| Reino Unido                             | 2              |
| Suecia                                  | 5              |
| Suiza                                   | 5              |
| Unión Europea                           | 4              |

| País (Lista 2003)                              | Posición |
| ---------------------------------------------- | -------- |
| Australia (ARIA Highest Selling Singles)       | 30       |
| Australia (ARIA Highest Selling Urban Singles) | 16       |
| Bélgica Flandes                                | 77       |
| Bélgica Valonia                                | 83       |
| Estados Unidos (Billboard Hot 100)             | 12       |
| Estados Unidos (Hot R&B/Hip Hop Songs)         | 16       |
| Estados Unidos (Pop Songs)                     | 16       |
| Estados Unidos (Rhythmic Top 40)               | 13       |
| Italia                                         | 42       |
| Países Bajos                                   | 74       |
| Suiza                                          | 29       |

| País (Lista 2004)                              | Posición |
| ---------------------------------------------- | -------- |
| Australia (ARIA Highest Selling Urban Singles) | 35       |
| Estados Unidos (Billboard Hot 100)             | 69       |

| País (Lista 2000-09)               | Posición |
| ---------------------------------- | -------- |
| Estados Unidos (Billboard Hot 100) | 38       |

## Certificaciones
| País (organismo certificador) | Certificaciones        |
| ----------------------------- | ---------------------- |
| Australia (ARIA)              | Platino                |
| Estados Unidos (RIAA)         | Oro (formato ringtone) |
| Estados Unidos (RIAA)         | Platino                |

## Créditos y personal
- Composición: Beyoncé, Scott Storch, Robert Waller, Sean Paul y Shawn Carter.
- Producción: Beyoncé y Scott Storch.
- Grabación: Pat Thrall.
- Mezcla: Tony Maserati.
- Ingeniería: Carlos Bedoya.
- Asistente de ingeniería de mezcla: Greg Price y Luz Vasquez.
- Grabación: Pat Thrall.
- Grabado en los estudios South Beach en Miami, Florida, Estados Unidos.

Fuentes: Discogs y notas del disco compacto.